# Белогорье (село, Амурская область)
Белого́рье — село в Амурской области России. Входит в состав городского округа город Благовещенск.

## География
Село Белогорье стоит на правом берегу реки Зея, в одном километре ниже железнодорожного моста на линии Благовещенск — Белогорск Забайкальской железной дороги.
В 6 км западнее села проходит автодорога областного значения Благовещенск — Свободный.
В 6 км ниже по Зее стоит станция Белогорье.
Расстояние до Благовещенска около 25 км (на юг, через Новотроицкое).
В 6 км севернее находится Мухинка. 
В 8 км восточнее (через Зею) находится село Петропавловка. 

## История
Село основано в 1860 году крестьянами из Восточной Сибири. Названо по местности расположения у подножья Амурско-Зейской равнины, склон которой сложен белыми кварцевыми песками. До 1864 года село называлось Ключи, так как в нём находится большое количество пресноводных источников.

## Население
| 2002  | 2010  | 2012  | 2013  | 2014  | 2015  | 2016  |
| ----- | ----- | ----- | ----- | ----- | ----- | ----- |
| 2887  | ↗2893 | ↘2859 | ↘2828 | ↗2836 | ↘2833 | ↗2835 |
| 2017  | 2018  | 2021  |       |       |       |       |
| ↘2806 | ↘2795 | ↗3136 |       |       |       |       |

## Улицы
| - ул. Бараний ключ, - ул. Вокзальная, - ул. Дачная, - ул. Железнодорожная, - ул. Заводская, - ул. Заозерная, - пер. Заозерный, | - ул. Ключевая, - ул. Лесная, - ул. Луговая, - ул. Мухина, - ул. Набережная, - ул. Новая, - ул. Островная, | - ул. Подгорная, - ул. Призейская, - ул. Релочная, - ул. Садовая, - пер. Сосновый, - ул. Станционная, - ул. Таёжная. |